# Borislav Mikhàilov
Borislav Mikhàilov (búlgar: Борислав Михайлов)  (Sofia, 12 de febrer de 1963) és un exfutbolista búlgar de les dècades de 1980 i 1990.
Fou 102 cops internacional amb la selecció búlgara amb la qual participà en la Copa del Món de Futbol de 1986, 1994 i 1998.
Pel que fa a clubs, defensà els colors de Levski Sofia, CF Os Belenenses, Mulhouse, Botev Plovdiv i Reading FC, entre d'altres.